# 陽光列車
『陽光列車・THE MORNING EXEPRESS』とは、シンガポールで製作・放送されたテレビドラマである。制作年は1995年。

## 出演
- 陳漢瑋（チェン・ハンウェイ）：方安生（ファン・アンシェン）
- 范文芳（ファン・ウォン）：葉馨平（イエ・シンピン）
- 郭淑嫻（アン・コク）：葉小津（イエ・シャオチン）役
- 洪昭容（ホン・ザオロン）：美鳳（メイフォン）役
- 王槊（ワン・シュオ）：許永強（シュウ・ヨンチャン）役
- 黄碧仁（パット・ホァン）
- 黄世南（ホァン・スーナン）
- 麥皓為（マク・ヒウワイ）
- 朱秀鳳（チュウ・シュウフォン）
- 秦錦豊（チン・ジンホン）

## スタッフ
- 制作：メディアコープ・チャンネル8（8頻道）

| スタブアイコン | サブスタブ | この項目は、まだ閲覧者の調べものの参照としては役立たない、テレビ番組に関連した書きかけの項目です。この項目を加筆・訂正などしてくださる協力者を求めています（P:テレビ/PJ:放送または配信の番組）。 |